# Apogon savayensis
Apogon savayensis es una especie de pez de la familia de los apogónidos en el orden de los perciformes.

## Morfología
Los machos pueden llegar a alcanzar los 10 cm de longitud total.

## Distribución geográfica
Se encuentran desde el Mar Rojo hasta las Tuamotu, las Islas Ryukyu, el sur de la Gran Barrera de Coral y la Isla de Pascua.